# Церковь Петра и Павла с Буя
Церковь Петра и Павла с Буя — православный храм в Пскове. Памятник истории и культуры федерального значения XV—XVI веков. Находится в Среднем городе, на левом берегу Псковы, в начале бывшей Новгородской улицы. Бывший главный (кончанский) храм Боловинского конца.

## История
Первое упоминание Петропавловской церкви относится к 1373 году. Церковь являлась административным центром Боловинского конца Пскова
В 1540 году на месте прежнего поставлен нынешний храм. В годы Северной войны Пётр I, бывая в Пскове во время подготовки военных действий против шведских войск, ходил к обедне в Петропавловский храм, где читал Апостол и пел на клиросе.
В 1810 году упала двухпролётная звонница, разобран обветшавший южный придел Знамения, пристроено крыльцо перед западным притвором.
В 1932 году храм закрыт властями. Постановлением Совета министров РСФСР № 1327 от 30 августа 1960 года храм взят под охрану государства как памятник республиканского значения.
Основные размеры храма: четверик — 14,7×24.6 м, с поздней папертью — 14,7×32 м.

## Возрождение

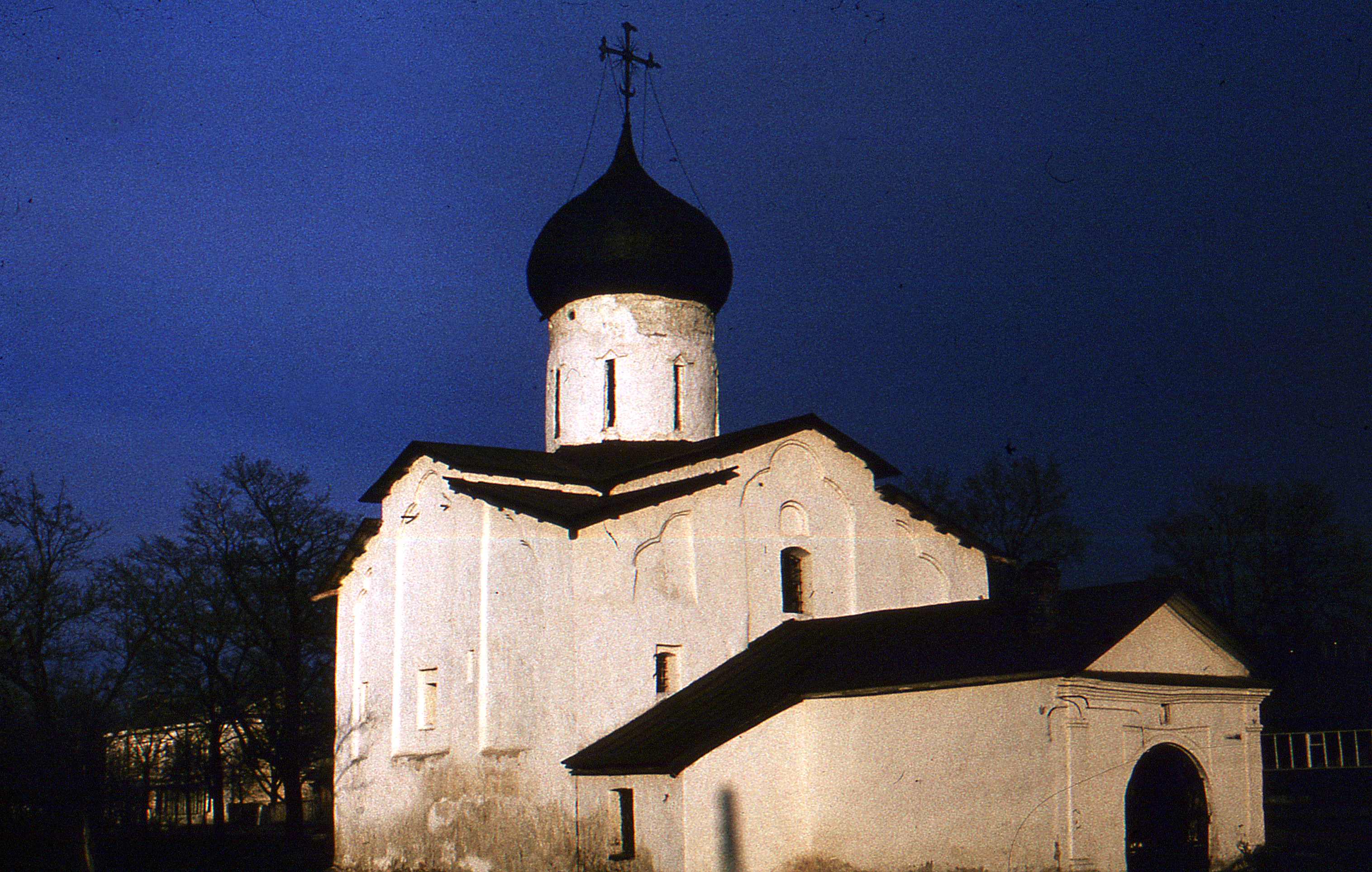
До реставрации 2000-х гг.

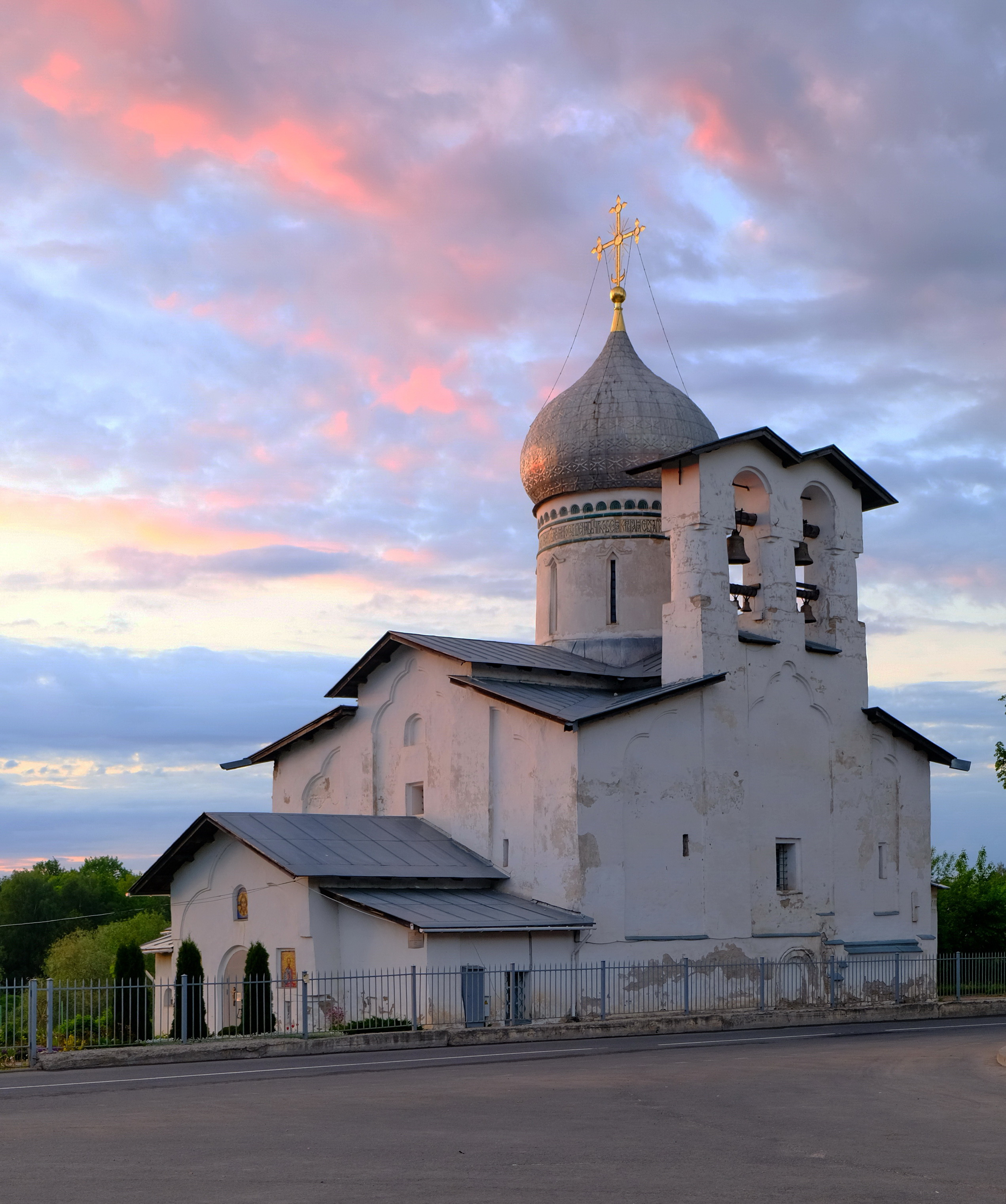
Июнь 2021 года

### Реставрация
- В 1995 г. возле храма проводились архитектурно-археологические изыскания. Площадь раскопа (три участка) составила 100 м²[2].

### Церковная жизнь

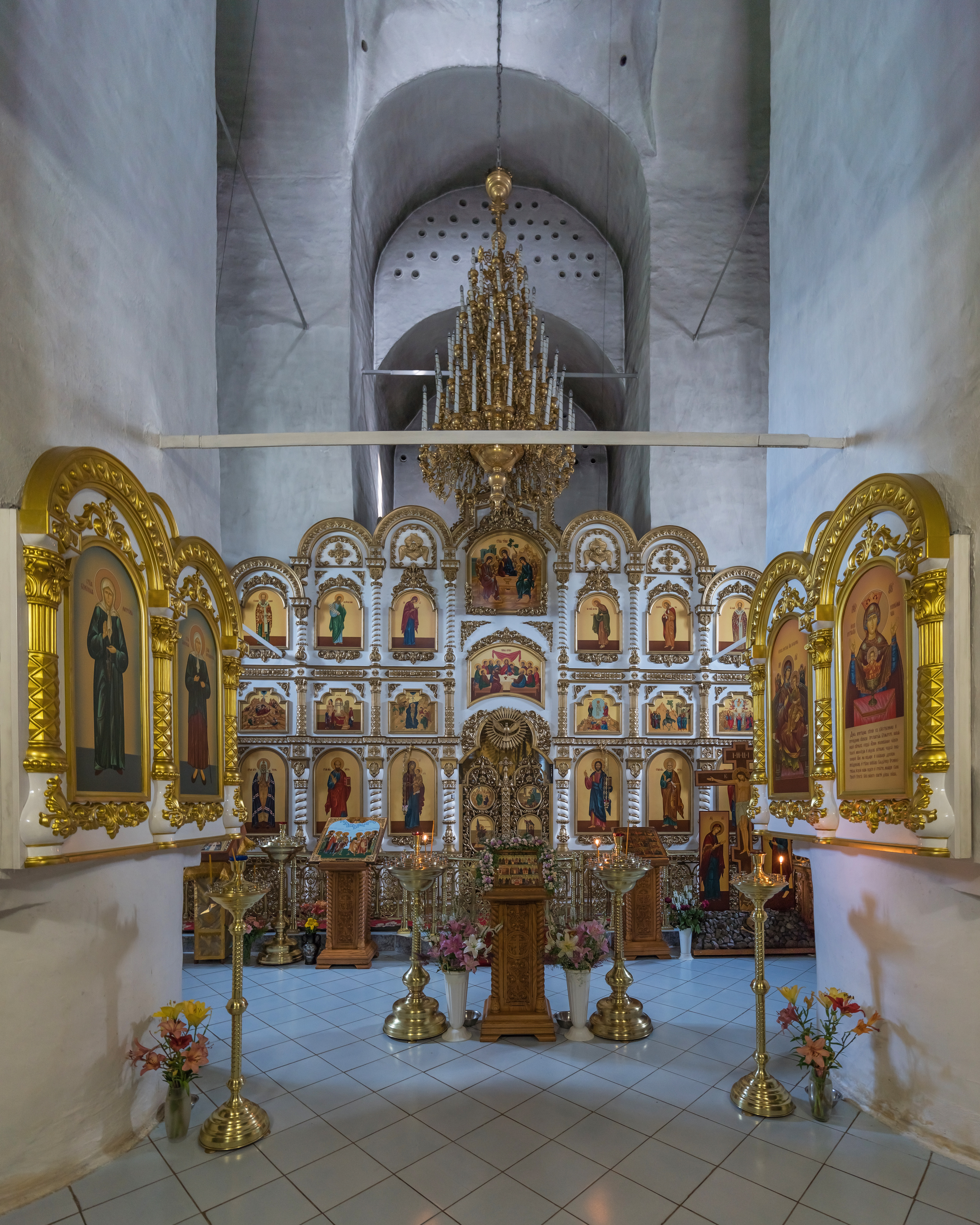
Интерьер церкви, 2018 год

В 2005 году по благословению архиепископа Псковского и Великолукского Евсевия настоятелем храма был назначен священник Сергий Лифенцев.
12 июля 2006 года в день Святых Апостолов Петра и Павла литургическая жизнь возобновилась — архиепископ Евсевий впервые за 65 лет совершил Божественную литургию и возглавил крестный ход.
В декабре 2008 года установлен новый иконостас. 2 декабря 2009 года подняты на звонницу семь колоколов, отлитых в Воронеже на заводе В. Н. Анисимова «Вера». 28 декабря митрополит Евсевий совершил торжественное освящение колоколов. Трудами священника Сергия Лифенцева храм полностью восстановлен.